# Concordia (Antioquia)
Concordia – miasto w Kolumbii, w departamencie Antioquia.